# ボゴリューボフ変換
理論物理学においてボゴリューボフ変換（ボゴリューボフへんかん、英: Bogoliubov transformation）とは、複数の異なる生成消滅演算子を混ぜて、粒子対（準粒子）を生成する変換のこと。
均一系のBCS理論の解を求めるためにニコライ・ボゴリューボフとJohn George Valatinがそれぞれ独立に導入した 。
ボゴリューボフ変換は、正準交換関係代数または正準反交換関係代数の同型写像になっている。
ボゴリューボフ変換は、ハミルトニアンを対角化してその固有状態を求めることに用いられる。例えば、一様な超伝導体のBCS波動関数は、ボゴリューボフ変換を用いて導出できる。ボゴリューボフ変換は、ウンルー効果やホーキング輻射や他の多くのトピックスを理解する上でも重要である。

## ボース粒子の場合

### 定義
同じ振動数を持つ2つの調和振動子の系を考える。この系のハミルトニアンは次のように与えられる。
{\displaystyle {\begin{aligned}{\hat {H}}&={\hat {H}}_{1}+{\hat {H}}_{2}\\{\hat {H}}_{i}&={\frac {{\hat {p}}_{i}^{2}}{2m}}+{\frac {\omega ^{2}{\hat {x}}_{i}^{2}}{2}}=\hbar \omega ({\hat {a}}_{i}^{\dagger }{\hat {a}}_{i}+1)\quad (i=1,2)\end{aligned}}}
この系の基底状態（真空状態）は、それぞれの調和振動子の基底状態の直積で与えられる（フォック状態）。
{\displaystyle |0\rangle =|0\rangle _{1}\otimes |0\rangle _{2}}
ここで次のユニタリー演算子{\displaystyle U_{\theta }}を導入する。
{\displaystyle {\begin{aligned}U_{\theta }&\equiv \exp(\theta G_{\phi })=\exp[\theta ({\hat {a}}_{1}{\hat {a}}_{2}e^{i\phi }-{\hat {a}}_{1}^{\dagger }{\hat {a}}_{2}^{\dagger }e^{-i\phi })]\\G_{\phi }&\equiv ({\hat {a}}_{1}{\hat {a}}_{2}e^{i\phi }-{\hat {a}}_{1}^{\dagger }{\hat {a}}_{2}^{\dagger }e^{-i\phi })\end{aligned}}}
演算子{\displaystyle G_{\phi }}は反エルミート{\displaystyle G_{\phi }^{\dagger }=-G_{\phi }}である。
このユニタリー演算子{\displaystyle U_{\theta }}によって、以下のように2つの異なる調和振動子の生成消滅演算子を混ぜる変換をボゴリューボフ変換という。
{\displaystyle {\begin{pmatrix}{\hat {a}}_{1,{\text{new}}}\\{\hat {a}}_{2,{\text{new}}}^{\dagger }\\\end{pmatrix}}\equiv U_{\theta }{\begin{pmatrix}{\hat {a}}_{1}\\{\hat {a}}_{2}^{\dagger }\\\end{pmatrix}}U_{\theta }^{\dagger }={\begin{pmatrix}\cosh \theta &e^{-i\phi }\sinh \theta \\e^{i\phi }\sinh \theta &\cosh \theta \\\end{pmatrix}}{\begin{pmatrix}{\hat {a}}_{1}\\{\hat {a}}_{2}^{\dagger }\\\end{pmatrix}}}
このとき位相は{\displaystyle \phi =0}とされることも多い。{\displaystyle \theta }は任意に取れるが、ハミルトニアンを対角化するためにボゴリューボフ変換を用いるときは非対角項が消えるように{\displaystyle \theta }をとる。
この行列の行列式が1であること（{\displaystyle \cosh ^{2}\theta -\sinh ^{2}\theta =1}（双曲線関数））から、{\displaystyle U_{\theta }}がユニタリー演算子であることがわかり、また新しい生成消滅演算子がボース粒子の交換関係を満たすことが保障される。
この新しい生成演算子によって作られる粒子をボゴリューボフ準粒子、あるいはボゴロンと呼ぶ。

### ハミルトニアン
ボゴリューボフ変換された状態を基底状態に持つハミルトニアンは、以下のように作ることができる。
{\displaystyle {\hat {H}}_{\text{new}}=U_{\theta }{\hat {H}}U_{\theta }^{\dagger }}
このハミルトニアンは、全粒子数演算子{\displaystyle {\hat {N}}\equiv \sum _{i=1,2}{\hat {a}}_{i}^{\dagger }{\hat {a}}_{i}}とは可換ではない。つまりこのハミルトニアンで時間発展する系は、全粒子数を保存していない。

### 基底状態
ここで新しいハミルトニアンの基底状態を考える。これは元の基底状態（真空状態）に{\displaystyle U_{\theta }}を作用させたものになっている。
{\displaystyle {\begin{aligned}|\theta \rangle &=U_{\theta }|0\rangle \\{\hat {a}}_{i,{\text{new}}}|\theta \rangle &=U_{\theta }{\hat {a}}_{i}U_{\theta }^{\dagger }|\theta \rangle =0\end{aligned}}}
この基底状態をフォック状態を使って具体的に表すと、
{\displaystyle |\theta \rangle ={\frac {1}{\cosh \theta }}\exp[-e^{-i\phi }{\hat {a}}_{1}^{\dagger }{\hat {a}}_{2}^{\dagger }\tanh \theta ]|0\rangle ={\frac {1}{\cosh \theta }}\sum _{n=0}^{\infty }(-e^{-i\phi }\tanh \theta )^{n}|n\rangle _{1}\otimes |n\rangle _{2}}
この基底状態は、それぞれの調和振動子が同じエネルギーレベルに励起している状態の重ね合わせ状態になっている。
このような状態を絡み合った状態（entangled state）という。
量子的な場は、無数の調和振動子が集まったものであり、調和振動子の励起数{\displaystyle n}を粒子数と解釈する。
ボゴリューボフ変換された基底状態{\displaystyle |\theta \rangle }は、粒子１と粒子２がそれぞれ{\displaystyle n}個ずつ対生成された状態の重ね合わせになっている。
この新しい基底状態{\displaystyle |\theta \rangle }は、{\displaystyle |0\rangle }からユニタリー変換で構成されたことから分かるように、純粋状態である。

### 保存則
スクイーズ変換は、1つの調和振動子の生成消滅演算子を混ぜる変換で、1つのモードの粒子対を生成する。このような変換が可能なのは、この粒子が電荷や運動量などの保存量を持たない場合に限られる。
一方でボゴリューボフ変換ではこの制約を回避するため、2つの調和振動子を導入し、それらの生成消滅演算子を混ぜている。各調和振動子に対応する粒子の量子数（電荷や運動量）が逆であれば、これらの量子数の保存則を満たす。
例えば{\displaystyle {\hat {a}}_{1}}、{\displaystyle {\hat {a}}_{2}}としてそれぞれ運動量{\displaystyle \mathbf {k} }、{\displaystyle -\mathbf {k} }を持つモードとすると、ボゴリューボフ変換は同じ運動量{\displaystyle \mathbf {k} }を持つ演算子の混合になっており、運動量保存則に矛盾せず粒子生成が記述できる。

### ユニタリー非同値性
以上のことは有限個の生成消滅演算子において成り立つ。しかし無限個の生成消滅演算子にボゴリューボフ変換してできた無限個の新しい生成消滅演算子は、ユニタリー変換では結びつかない。つまり元の生成消滅演算子からできる量子論と新しい生成消滅演算子からできる量子論はユニタリー同値ではなくなり、フォン・ノイマンの一意性が成立しなくなる。よって物理量を計算しても異なる値となる。これをユニタリー非同値性という。

### 応用
ボーズ粒子のボゴリューボフ変換は、超流動で用いられる。他には、反強磁性の理論でのハミルトニアンと励起に応用される。 また、曲がった時空の中の場の量子論の計算をするとき真空の定義が変化するが、これらの異なる真空の間のボゴリューボフ変換が可能であり、このことからホーキング輻射が導出される。

## フェルミ粒子の場合
2種類のフェルミ粒子の生成消滅演算子を考える。この場合のユニタリー演算子は、簡単のために位相を{\displaystyle \phi =0}とすると、
{\displaystyle U_{\theta }=\exp(\theta G_{\phi })=\exp[\theta ({\hat {b}}_{1}{\hat {b}}_{2}-{\hat {b}}_{2}^{\dagger }{\hat {b}}_{1}^{\dagger })]}
ボゴリューボフ変換は、
{\displaystyle {\begin{pmatrix}{\hat {b}}_{1,{\text{new}}}\\{\hat {b}}_{2,{\text{new}}}^{\dagger }\\\end{pmatrix}}\equiv U_{\theta }{\begin{pmatrix}{\hat {b}}_{1}\\{\hat {b}}_{2}^{\dagger }\\\end{pmatrix}}U_{\theta }^{\dagger }={\begin{pmatrix}\cos \theta &-\sin \theta \\\sin \theta &\cos \theta \\\end{pmatrix}}{\begin{pmatrix}{\hat {b}}_{1}\\{\hat {b}}_{2}^{\dagger }\\\end{pmatrix}}}
この行列の行列式が1であること（{\displaystyle \cos ^{2}\theta +\sin ^{2}\theta =1}）から、{\displaystyle U_{\theta }}がユニタリー演算子であることがわかり、また新しい生成消滅演算子がフェルミ粒子の交換関係を満たすことが保障される。
ボース粒子の場合と同様にハミルトニアンをユニタリー変換でき、ボゴリューボフ変換された基底状態{\displaystyle |\theta \rangle =U_{\theta }|0\rangle }は、以下を満たす。
{\displaystyle {\hat {b}}_{i,new}|\theta \rangle =U_{\theta }{\hat {b}}_{i}U_{\theta }^{\dagger }|\theta \rangle =0}
この基底状態をフォック状態を使って具体的に表すと、
{\displaystyle |\theta \rangle =\cos \theta \exp({\hat {b}}_{1}^{\dagger }{\hat {b}}_{2}^{\dagger }\tan \theta )|0\rangle =\cos \theta |0\rangle +\sin \theta |1\rangle _{1}\otimes |1\rangle _{2}}
ボース粒子のときと同様に粒子対が生成されているが、パウリの排他原理のため１つの粒子対しか生成されていない。

### 応用
フェルミ粒子のボゴリューボフ変換は、超伝導のBCS理論に応用される。ここでボゴリューボフ変換の実行が必要となる理由は、平均場近似では系のハミルトニアンは生成・消滅演算子による双線型項の和（有限個の {\displaystyle \,\langle a_{i}^{+}a_{j}^{+}\rangle }など）として表されるためである。つまり通常のハートリー・フォックの方法を越えなければならない。ボゴリューボフ変換によって拡張された方法は、ハートリー・フォック・ボゴリューボフの方法と呼ばれる。
また核物理学においてもボゴリューボフ変換は応用でき、重元素の核子の「対エネルギー」が記述できる。

## スクイーズ変換
スクイーズ変換のことをボゴリューボフ変換と呼ぶ場合もあるため、注意が必要である。

### 1つのボース粒子の生成消滅演算子
次の調和基底でのボゾン的な生成消滅演算子（作用素）の正準交換関係を考える。
{\displaystyle \left[{\hat {a}},{\hat {a}}^{\dagger }\right]=1~.}
新しい作用素のペアを、
{\displaystyle {\hat {b}}=u{\hat {a}}+v{\hat {a}}^{\dagger },}
{\displaystyle {\hat {b}}^{\dagger }=u^{*}{\hat {a}}^{\dagger }+v^{*}{\hat {a}}~}
と定義する。ここに後者は前者のエルミート共役である。
スクイーズ変換は、これらの作用素の正準変換である。変換が正準であるような定数 u と v の条件を見つけるため、交換子を計算すると、
{\displaystyle \left[{\hat {b}},{\hat {b}}^{\dagger }\right]=\left[u{\hat {a}}+v{\hat {a}}^{\dagger },u^{*}{\hat {a}}^{\dagger }+v^{*}{\hat {a}}\right]=\cdots =\left(|u|^{2}-|v|^{2}\right)\left[{\hat {a}},{\hat {a}}^{\dagger }\right]}
となる。すると、|u|2 − |v|2 = 1 が変換が正準であるための条件であることが分かる。
この条件の形は、双曲線関数の関係式
{\displaystyle \cosh ^{2}x-\sinh ^{2}x=1}
を示唆しており、定数 u, v は次のようにパラメトライズできる。
{\displaystyle u=e^{i\theta _{1}}\cosh r,}
{\displaystyle v=e^{i\theta _{2}}\sinh r.}

### 1つのフェルミ粒子の生成消滅演算子
反交換関係
{\displaystyle \left\{{\hat {a}},{\hat {a}}^{\dagger }\right\}=1}
に対して、u と v の同じ変換は、
{\displaystyle \left\{{\hat {b}},{\hat {b}}^{\dagger }\right\}=(|u|^{2}+|v|^{2})\left\{{\hat {a}},{\hat {a}}^{\dagger }\right\}}
となる。
変換を正準な形とすると、u と v は次のようにパラメトライズすることができる。
{\displaystyle u=e^{i\theta _{1}}\cos r,}
{\displaystyle v=e^{i\theta _{2}}\sin r.}

### 複数の生成消滅演算子
考えているヒルベルト空間は、生成消滅演算子を持っていて、従って高次元の量子調和振動子（普通は無限次元になる）を記述する。
対応するハミルトニアンの基底状態は、全ての消滅演算子により消滅させられる：
{\displaystyle a_{i}|0\rangle =0.}
全ての励起状態は、ある生成作用素
{\displaystyle \prod _{k=1}^{n}a_{i_{k}}^{\dagger }|0\rangle }
によって励起した基底状態の線型結合として得られる。従って、次の線型な式として生成消滅演算子を再定義することができる。
{\displaystyle a'_{i}=\sum _{j}(u_{ij}a_{j}+v_{ij}a_{j}^{\dagger }).}
ここに係数 uij, vij は、エルミート共役（随伴作用素）により定義された消滅生成作用素 {\displaystyle a_{i}^{\prime \dagger }} がボゾンに対しては同じ交換関係、フェルミオンに対しては反交換関係を満たすことを保証するある関係を満たさなければならない。
上記の方程式は、演算子に対するスクイーズ変換を定義する。
全ての {\displaystyle a'_{i}} によって消滅させられる基底状態は、元々の基底状態 |0⟩ とは異なっていて、作用素の状態の対応を使い両者は互いにスクイーズ変換により結び付けられているとみなすことができる。それらはスクイーズドコヒーレント状態として定義することもできる。BCS波動関数は、フェルミオンのスクイーズドコヒーレント状態の例である。

## 関連文献
全体のトピックや多くの具体的な応用については次の教科書を参照。
- J.-P. Blaizot and G. Ripka: Quantum Theory of Finite Systems, MIT Press (1985)
- A. Fetter and J. Walecka: Quantum Theory of Many-Particle Systems, Dover (2003)
- Ch. Kittel: Quantum theory of solids, Wiley (1987)